# تاكويا ناكساوا
تاكويا ناكساوا (باليابانية: 長澤 拓哉) (10 أبريل 1993 في ناغانو في اليابان – )؛ هو لاعب كرة قدم سابق كان يلعب كمدافع.

## وصلات خارجية
- تاكويا ناكساوا على موقع رابطة كرة القدم اليابانية للمحترفين (اليابانية)
- تاكويا ناكساوا على موقع قاعدة بيانات كرة القدم.إي يو (الإنجليزية)
- تاكويا ناكساوا على موقع Soccerway.com (الإنجليزية)
- تاكويا ناكساوا على موقع عالم كرة القدم.نت (الإنجليزية)